# Efectos de la práctica del voleibol en el cuerpo humano
El voleibol es un juego entre dos equipos cuyos jugadores, separados por una red de un metro de ancho colocada en alto en la mitad del terreno, tratan de que el balón, impulsado con las manos, pase por encima de la red al campo contrario (RAE, 2018). Dichos equipos están conformados por seis jugadores los cuales desempeñan tres funciones elementales: Líbero, Acomodador y Rematador. 
Los juegos de voleibol se dividen en sets, los cuales terminan cuando uno de los equipos ha anotado 25 puntos, para marcar un punto hay que buscar que el balón caiga al suelo del lado del equipo contrario. El equipo que gane tres sets en un espacio de cinco sets es considerado el ganador. 
Existen pruebas de que el practicar algún deporte suele traer beneficios al desarrollo del cuerpo humano y al estado físico del mismo. El voleibol es un ejemplo de esto y a continuación se enlistan algunos de los efectos que se han encontrado debido a la práctica de este deporte.

### Mayor percepción visual y reacción.
Un punto importante durante un juego de voleibol es la capacidad de bloquear el ataque del equipo contrario. Esto se hace mediante la colocación de los brazos por sobre la red de manera que eviten que el rematador contrario pueda hacer daño o minimizar su ataque.
Para esto es necesario que el jugador tenga una buena percepción visual y reacción. Esto lo podemos ver en estudios como el de Vila-Maldonado (2014) en el que se tomó a un grupo de jugadoras profesionales de voleibol y un grupo de jugadoras amateur y se observó su movimiento de bloqueo. Esto arrojó que las jugadoras del grupo profesional tenían un 81.4% de acierto y las del grupo amateur un 72.5%. Se llegó a la conclusión de que esto debido a que las jugadoras profesionales tenían una mayor percepción de la dirección de la colocación y esto les permitía reaccionar de manera más rápida.

### Mayor fuerza de salto.
Cuando se juega un deporte en el cual se tiene que pasar un balón por una red de aproximadamente 2.30mts de altura (2.43m varones, 2.24m mujeres)  es muy importante tener una buena capacidad de salto. En la Universidad de Chile se realizó un estudio a 20 estudiantes que comenzaban a jugar voleibol el cual consistió en dividirlos en cinco grupos y a cada grupo asignarle un entrenamiento de salto distinto. 
Pasados dos meses se vio que aquellos enfocados en aumentar la potencia habían tenido los mejores resultados al aumentar su salto en un 7%. Si bien este número puede parecer mínimo si se toma en cuenta el tiempo es un avance bastante significativo en cuanto a fuerza.
De igual manera, se realizó un estudio similar a once jugadores de la Liga Nacional Española en el cual se les modificó el entrenamiento para buscar un aumento en el salto. Este consistió en aumentar gradualmente las sesiones de resistencia durante los entrenamientos a lo largo de toda la temporada haciendo mediciones de la altura de salto al inicio, mitad y final de la temporada.
Al finalizar, se observó que los jugadores habían aumentado en promedio 3cm su altura de salto. Si bien este aumento es muy mínimo algo que hay que tener en cuenta es que se trata de jugadores profesionales cuya necesidad principal ya no es el aumentar sus habilidades individuales. De cualquier manera, este estudió logró demostrar que aún en instancias profesionales se puede seguir desarrollando el cuerpo humano mediante el uso del entrenamiento óptimo.

### Toma de decisiones y mentalidad en el juego.
En un deporte en el que los intercambios son tan rápidos las decisiones que se tomen son importantes ya que, en la mayoría de las veces, una equivocación se traduce en un punto para el equipo contrario. Este hecho hace que durante la jugada los jugadores tomen posturas distintas.
Esto lo podemos ver en un experimento realizado por Sánchez-Moreno (2018) en el que se analizaron 31 partidos del Campeonato del Mundo Masculino y la Liga Mundial Masculina y se notó que la actitud de los jugadores cambiaba dependiendo de la duración del Rally (el tiempo que pasa desde el saque hasta que el balón toca el suelo). 
Los resultados mostraron que cuando la duración del Rally es menor a 10 segundos los equipos están enfocados en una estrategia ofensiva. Por otro lado, cuando este supera los 10 segundos el estilo de juego cambia a ser más balanceado y técnico, esto debido a que el enfoque pasa de hacer todo el daño posible a evitar también recibir un punto.

### Estabilidad en el ritmo cardíaco.
Existen torneos o ligas en las que los equipos tienen que jugar partidos seguidos durante uno o más días. Esto puede llegar a traer consigo cambios bruscos en el ritmo cardiaco de jugadores amateur debido al constante estado de cambio entre activación física explosiva y descanso, lo cual no permite que el corazón estabilice un ritmo.
Por otra parte, este efecto se ve aminorado en voleibolistas profesionales. Esto se vio gracias al estudio realizado por Hernández-Cruz (2017) en el que se analizó a 12 atletas durante su participación un fin de semana en la Liga Profesional de México. Durante este tiempo los jugadores tuvieron dos partidos durante dos días seguidos y se observó que su ritmo cardiaco no presentó cambios bruscos durante ese fin de semana hasta terminado el evento. Esto nos da a entender que durante una competencia el ritmo cardiaco de un jugador profesional se mantiene a un nivel en el que evita tener cambios bruscos.

### Relación posición-desempeño.
Durante la práctica de voleibol se entrenan distintos aspectos dependiendo de la posición que desempeñe el jugador en el partido. Esto puede hacer que existan variaciones en el desempeño del juego de cada uno de los jugadores. 
Esto lo podemos ver en la observación que realizó Conejero (2018) a los cuatro mejores equipos del Campeonato del Mundo Masculino Under-21 celebrando en México en el 2015 (Rusia, Argentina, China y Brasil). En este se analizaron cerca de 3,300 acciones de juego para determinar la toma de decisiones y el desempeño de los jugadores.
En esta observación se notó que los acomodadores y rematadores laterales tomaban mejores decisiones al momento de tener que bloquear un remate contrario. En los demás aspectos de juego no se halló gran diferencia en cuanto al porcentaje de aciertos de los jugadores. De cualquier manera, al momento del servicio de notó que los acomodadores tienden a buscar más la precisión que la fuerza, mientras que los rematadores procuran hacer el mayor daño posible con fuerza explosiva.

### Relación entre motivación y desempeño de juego.
Una investigación realizada por Claver (2018) a 134 jugadores de la categoría cadete ayudó a determinar la relación que existe entre la motivación de los jugadores y el aspecto cognitivo y el desempeño en cancha. Este estudio arrojó que la motivación a jugar se ve directamente afectada por el nivel de conocimiento que se tenga del juego, así como también las habilidades cognitivas pueden actuar como predictores del rendimiento en juego.
Es debido a este tipo de estudios que se ha decidido comenzar a instruir a los jugadores no sólo en cuanto al deporte sino también en lo cognitivo. Cada vez más entrenadores optan por añadir a sus entrenamientos sesiones de terapia y fortalecimiento de las habilidades cognitivas para un desarrollo íntegro de los jugadores.

### Relación entre estado de ánimo y rendimiento.
Vega-Marcos realizó un estudio (2014) a un equipo de 12 jugadores durante el Campeonato del Mundo Brasil-2011 sub-20 en el cual se midieron seis factores primordiales del estado de ánimo a lo largo de los partidos y se observaron cambios dependiendo de los resultados del juego.
Uno de los puntos importantes a remarcar en este estudio es el hecho de que con cada derrota el vigor y la tensión de los jugadores se veían disminuidos. Pero a su vez la depresión aumentaba. A su vez, tras ser derrotados en el partido 5, siendo así excluidos del medallero, la tensión disminuye rotundamente, pero así mismo el cólera.